# パブロ・マリ
パブロ・マリ・ビジャール（スペイン語: Pablo Marí Villar、スペイン語発音: [ˈpaβlo maˈɾi biˈʎaɾ], 1993年8月31日 - ）は、スペイン・バレンシア州出身のサッカー選手。セリエA・ACFフィオレンティーナ所属。ポジションはDF。

## クラブ歴

### マジョルカ
バレンシア州アルムサフェス出身。RCDマジョルカの下部組織に在籍し、17歳の時にRCDマジョルカBの選手となった。
トップチーム初出場は2011年12月7日のプリメーラ・ディビシオンで同じ下部組織出身のペドロ・ビガスに代わって投入されて30分プレーした。2012年5月5日の試合でもビクトル・カサデススに代わって途中出場した。

### ジムナスティック・タラゴナ
2013年9月2日にセグンダ・ディビシオンBのジムナスティック・タラゴナに移籍。10月12日の試合でスターティングメンバーとして出場し移籍後初出場となったが、終盤にペナルティキックを献上したために引分に終わった。移籍後初得点は12月1日であった。2015年6月25日、クラブのセグンダ・ディビシオンへの昇格が決まっていた中で、彼もまた3年契約を新たに締結した。
2015年8月30日にはプロとしての初得点を記録した。

### マンチェスター・シティ
2016年8月15日にプレミアリーグのマンチェスター・シティFCに移籍。加入後すぐにジローナFCへの1シーズンの期限付き移籍となった。
翌シーズンはNACブレダに期限付き移籍しキャプテンを務めた。2018-19シーズンはセグンダ・ディビシオンのデポルティーボ・ラ・コルーニャに期限付き移籍した。

### フラメンゴ
2019年7月11日、CRフラメンゴに2022年までの契約で完全移籍。移籍金は130万ユーロ（＝550万レアル）。1930年代後半に在籍したホセ・トゥネル・カバジェロ、1960年代に在籍したホセ・ウファルテに次いで、クラブ史上3人目のスペイン人選手となった。同月28日のカンピオナート・ブラジレイロ・セリエAでスターティングメンバーとして出場し移籍後初出場。ジョルジェ・ジェズス監督からも信頼され、ロドリゴ・カイオとのコンビで台頭した。
8月25日に移籍後初得点をボレーで決めた。また、9月7日にもヘディングで得点を決めた。同年、コパ・リベルタドーレスを制したので、スペイン人選手としては初めて同タイトルを獲得した選手となった。また、彼自身としてもプレミオ・クラッキ・ド・ブラジレイロンに選出される活躍を見せた。

### アーセナル
2020年1月29日、アーセナルFCに買取オプション付きのローンで移籍した。同年3月3日、FAカップのポーツマス戦で先発起用されアーセナルデビューを果たした。2020年6月24日、アーセナルは買取オプションを行使して完全移籍で獲得することを発表した。同年12月3日、ヨーロッパリーグのラピード・ウィーン戦でアーセナル移籍後初ゴールを決めた。2021年12月20日、記者会見でミケル・アルテタ監督はマリが新型コロナ検査で陽性であったことを明かした。2021-22シーズンはベン・ホワイトの加入などで出場機会が減少していった。

### ウディネーゼ
2022年1月19日、ウディネーゼ・カルチョへシーズン終了までのローンで移籍した。背番号はアーセナルから引き続き22番。

### モンツァ
2022年8月11日、一定の条件達成による買取義務付きでACモンツァへ1シーズンのローン移籍が発表された。

## 私生活
モンツァ在籍中の2022年10月27日にアッサーゴにあるスーパーマーケットのカルフールで背中を刺されて深手を負ったものの命に別状はなく筋肉の再建手術を受けて30日には退院した。この事件で彼の他に4人が刺され、うち1人が死亡している。犯人は確保されており、精神的な問題を抱えている人物である事が公表されている。退院した30日にはローン元のアーセナルがリーグ戦の試合前と先制点のあとにパブロ・マリのユニフォームを選手達が掲げてエールを送った。

## タイトル

### クラブ
フラメンゴ
- カンピオナート・ブラジレイロ・セリエA：1回（2019）
- コパ・リベルタドーレス：1回（2019）

アーセナル
- FAカップ：1回（2019-20）
- FAコミュニティ・シールド：1回（2020）

### 個人
- プレミオ・クラッキ・ド・ブラジレイロン：1回（2019）